# خوزه سند
خوزه سند (اسپانیایی: José Sand‎؛ زادهٔ ۱۷ ژوئیهٔ ۱۹۸۰) بازیکن فوتبال اهل آرژانتین است.

## باشگاهی
از باشگاه‌هایی که در آن بازی کرده‌است می‌توان به باشگاه ورزشی ویتوریا، و باشگاه فوتبال العین، باشگاه فوتبال ریور پلاته، باشگاه فوتبال راسینگ کلوب آویاندا، باشگاه فوتبال دپورتیوو لاکرونیا، باشگاه فوتبال بانفیلد، باشگاه فوتبال لانوس، باشگاه فوتبال اتلتیکو تیگره، باشگاه فوتبال آرژانتینوس جونیورز، باشگاه ورزشی دیپورتیوو کالی اشاره کرد.

## تیم ملی
وی همچنین در آرژانتین بازی کرده‌است.